# 2019 aux Philippines
Cet article présente les faits marquants de l'année 2019 aux Philippines.

## Évènements
- 27 janvier : un double attentat visant la cathédrale de Jolo fait 20 morts.
- 17 mars : le retrait des Philippines de la Cour pénale internationale devient effectif, sans que cela ne stoppe les enquêtes de la CPI à l'encontre du président philippin Rodrigo Duterte[1].
- 13 mai : élections législatives, sénatoriales, provinciales et municipales
- 27 juillet : deux séismes dans la province de Batanes font huit morts[2].
- 30 novembre au 11 décembre : Jeux d'Asie du Sud-Est de 2019.